# Yeşilyurt, Sarayköy
Yeşilyurt là một xã thuộc huyện Sarayköy, tỉnh Denizli, Thổ Nhĩ Kỳ. Dân số thời điểm năm 2010 là 84 người.